# Крутий Берег (зупинний пункт)
Крутий Берег — пасажирський зупинний пункт Полтавської дирекції Південної залізниці між станціями Полтава-Південна (4 км) та Полтава-Київська (14 км). Розташований на південно-східній околиці міста Полтави, у Подільському районі між селищем Крутий Берег та місцевістю Дублянщина.

## Історія
У 2003 році зупинний пункт електрифікований змінним струмом (~25 кВ) в складі дільниці Полтава-Київська — Вакулинці.
Наприкінці 2019 року пасажирська платформа частково відремонтована. Споруджено павільйон для очікування пасажирами приміських поїздів, проте станом на липень 2020 року демонтоване старе тверде покриття платформи не замінено на нове.

## Пасажирське сполучення
На платформі Крутий Берег зупиняються приміські поїзди сполученням Гребінка — Полтава — Огульці